# 598 aC
L'any 598 aC es un any del calendari gregorià. En l'Imperi Romà havia estat conegut com l'any 156 Ab urbe condita. La denominació de 598 aC per aquest any ha estat utilitzada des de principis de l'edat mitjana, quan es va establir l'era del calendari de l'Anno Domini per denominar els anys.

## Esdeveniments

### Mediterrani

#### Món hel·lènic
- Es colons de Siracusa funden la ciutat de Camarina, de Sicília i passen a controlar gran part del sud-est de l'illa (data tradicional).[1]

- Els atenencs conquereixen la ciutat de Salamina.[2]
- Safo s'exilia a Sicília, segons la Crònica de Paros.[3]

#### Etruscos - península itàlica
- Els etruscs funden les ciutat de Càpua i dominen Nola i Pompeia. A la Campània hi funden una Dodècapolis una lliga o confederació de 12 ciutats-estats etrusques.[4]

#### Proper orient
- Jeconies suceeix a Joiaquim com a rei de Judà, esdevenint-ne el dinovè i penúltim governant. Suceeix el seu pare després que pobladors veïns envaeixen la ciutat de Jerusalem i maten el seu pare.[1]

### Àsia

#### Antiga Xina

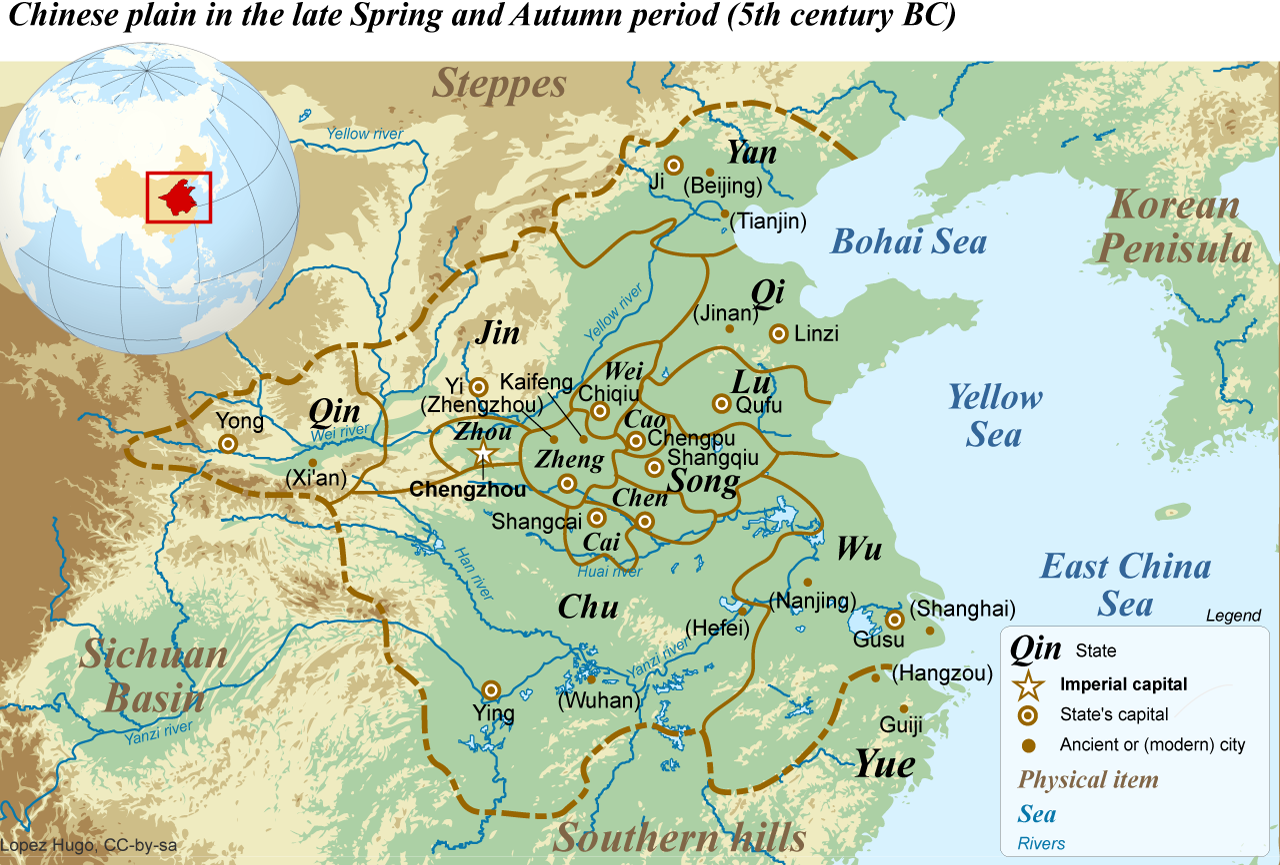
L'Antiga Xina del segle V a.C.

- Primer any del regnat del príncep Xuan de Lu.[5]
- A l'estiu, els governants de Chu, Chen i Zhen fan una aliança a la localitat de Chen-ling.[6]
- El regne de Zheng fa una aliança amb Jin.[7] Segons uo Zhuan, també hi ha una aliança entre Jin i Chu.[8]
- A l'estiu, el príncep de Qi i el comandant Lu, Gongsun Gui-fu, lluiten contra Ju.[9]
- A la tardor, el príncep Jin celebra un congrés amb representants de Di a Zuan-han (poble Di) que conclou amb un tractat de pau.[10]
- A l'hivern, a la desena lluna, el rei de Chu executa el Chen Zheng-shu.[11] El dia ding-hai de la mateixa lluna, el rei de Chu entra a Chen i retorna els dignataris. Gongsun Ning i Yi Xing-fu dominen les terres de Chen les divideixen en comtats.[12] El governant de Shen condemna a Wang per l'annexió i restaura els dignataris locals a les seves posicions.[13]
- A Chen, comença el regnat de Cheng-gong, fill gran de Lin-gong.[14]

## Naixements
- El Maadd ibn Adnan, ancestra del profeta islàmic Mahoma.

## Necrològiques
- Joiaquim, rei de Judà.[1]